# Кроули Таун
„Кроули Таун“ e английски полупрофесионален футболен клуб от град Кроули, Западен Съсекс, отстоящ на 45 километра южно от Лондон и на 30 км северно от Брайтън. Основан е през 1896 год. Домашните мачове играе на стадион „Броудфийлд Стейдиъм“. Играе в Първа лига, третия ешелон в Англия.
На 10 януари 2011 година „Кроули Таун“ побеждава с 2:1 на собствен терен „Дарби Каунти“ и за пръв път в историята си достига до четвърти кръг (1/16-финал) за ФА Къп. На 29 януари побеждава „Торки Юнайтед“ и стига до пети кръг (1/8-финал) за ФА Къп. На 19 февруари губи в петия кръг от „Манчестър Юнайтед“ с минималното 1:0.